# Доленник Інеса Олександрівна
Інеса Олександрівна Доленик (псевдонім Інна Доленник, Інеса Доленник) народилася 2 березня 1966 р. у місті Кривий Ріг Дніпропетровської області. Українська поетеса, перекладачка. Член Національної спілки письменників України з 2017 року.

## Життєпис
1973—1983 — навчалася в Криворізькій загальноосвітній школі № 60. Писати вірші почала з дитинства. З 17 років відвідувала літературну студію «Горицвіт» при Палаці культури Інгулецького гірничо-збагачувального комбінату м. Кривий Ріг, якою керував поет Василь Веретенников. Перші поезії надруковано в періодичних виданнях м. Кривий Ріг 1983 року.
1990 — закінчила філологічний факультет Криворізького державного педагогічного інституту. 1990—1994 — працювала вчителькою російської мови та літератури в загальноосвітній школі № 60 м. Кривий Ріг. У різні роки працювала адміністраторкою готелю, редакторкою, коректоркою.
З 2002 — членкиня Асоціації криворізьких літераторів.
2008—2013 рр. — співорганізаторка й активна учасниця міжнародного літературно-музичного фестивалю «Руді тексти» м. Кривий Ріг.
2009—2018 — авторка й членкиня редколегії культурологічного альманаху «Символ» (м. Кривий Ріг). Протягом останніх кількох років займається літературними перекладами з кримськотатарської та польської мов на українську.
Член журі літературних конкурсів, зокрема «Коронації слова». З 2022 року (після початку повномасштабної війни) живе в Кракові.

## Творчість
Поетичні збірки:
- рос. «Ступени — высоки» («Пороги», м. Дніпропетровськ, 1998);
- рос. «Иносказания» (Видавничий дім, Кривий Ріг, 2005);
- рос. «Знаки внимания» (Видавничий дім, Кривий Ріг, 2010);
- укр. «Гойдалки» (ФОП Чернявський Д. О., Кривий Ріг, 2013; перевидання — у 2022 р., Прага);
- рос. «Родство» («Діоніс», Кривий Ріг, 2014);
- укр. «Навпіл» («Діонат», ФОП Чернявський Д. О., Кривий Ріг, 2016);
- укр. «Байки про Руда» (Друкарський двір Олега Федорова, Київ, 2023).

Переклади з кримськотатарської на українську:
- Бахшиш Ельмаз. Подарунок дітям./ Пер. з кримськотатарської Інеси Доленик. — Львів:  СПЧ Кичма І. В. за підтримки Кримського інституту громадянського суспільства, 2020;
- Бахшиш Ельмаз. Веселі вірші і сумні оповідання / Пер. з кримськотатарської Інеси Доленик. — Київ: «Кримська родина», «Майстер книг», 2021;
- Мавылыкъ. Блакить: колективна збірка. — Київ: Видавничий дім «Стилос», 2021;
- Qırım öz tüsüni alır/Поверне собі колір Крим: колективна збірка. — Київ: Kitap Qalesi, 2024.

У 2024 р. перебувала на резиденції в польському Інституті Книги у Кракові.
Наразі готується до друку книга «Це було з нами. Історії-свідчення очевидців повномасштабної війни в Україні», написана у співавторстві з Юлією Бережко-Камінською та Оленою Олійник.
Співавторка понад тридцяти колективних збірок, зокрема:
- «Опалені рими», «Понад усе нам Україна», «На позитиві» (упоряд. О. Печора, м. Лубни, 2017, 2019, 2024);
- «Як тебе не любити…» (Київ: Саміт-книга, 2019);
- Двотомник «У пошуку альтернативи. Поезія сучасної України» (Київ: Друкарський двір О. Федорова, 2020);
- Антологія «Кримський інжир» (Львів, «Видавництво Cтарого Лева», 2020, 2022, 2023, 2024);
- «Українці в Польщі: історія порятунку» (Київ: Саміт-Книга, 2023).

Міжнародні та всеукраїнські літературні конкурси:
Багаторазово перемагала у всеукраїнських і міжнародних літературних конкурсах («Артефакт», «Pro Patria», «Рідкісний птах», «Руді тексти», «Україна моя квітуча», «Українська мова — мова єднання», «Лицар Карпат», «Зірка Різдва», «Чатує в століттях Чернеча гора», «Література на колесах», «Севама-фест», «Інтереальність», «Одеська мініатюра», «Поетичний вир», народний конкурс «Рожева мрія», конкурс письменників Придніпров'я імені В. Підмогильного, конкурс документальної прози «Історія порятунку» та ін.)
Твори друкувалися в численних альманахах, зокрема «М'ята», «Форум», «Саксагань», «Символ», «Степова Еллада», «Мовою серця», «Час любові», «Скіфія», «Склянка часу», «Образ», «Diaspora.lit.ua. Дім. Війна. Еміграція» та ін., а також в газетах «Літературна Україна», «Культура і життя», «Кримська світлиця» та на сайтах НСПУ, «Посестри», NEW.ORG.PL i ROZSTAJE.ART.
Окремі вірші перекладені польською, англійською, німецькою, білоруською.

## Відзнаки
Переможниця літературного конкурсу «Артефакт» м. Кривий Ріг (2009) у номінаціях «Народжені у Кривому Розі» і «Поетичні лінзи». Премія «Сіль землі нашої» (2015, м. Дніпро, міжнародний конкурс «Рідкісний птах»).2017 року збірка «Навпіл» здобула Третю премію Ордену Карпатських
Лицарів у номінації «Краща поетична книга» на фестивалі
«Лицар Карпат» (Мукачево). 2017 року — Перше місце
на конкурсі літературних творів «Лиш боротись — значить жить», що проходив у рамках Всеукраїнського конкурсу
української поезії «Pro Patria» (Львів). Визнано найкращими вірші Інни Доленник «Маестро», «Мати», «Україні», що ввійшли до збірки «Навпіл». Спецвідзнака «Коронації слова» за коротку прозу про Київ «Як тебе не любити…» (2019). Двічі лавреатка премії «Кримський інжир» (2020, 2022, м. Київ, міжнародний конкурс «Кримський інжир»). Гран-прі конкурсу «Франкові зорі» (2025, фестиваль мистецтв «Дніпро-Рієка», Хорватія).